# Hideki Kamiya
Hideki Kamiya (神谷 英樹, Kamiya Hideki, Matsumoto, 19 de dezembro de 1970) é um designer e diretor de videogames que trabalha para a PlatinumGames. Kamiya foi anteriormente contratado pela Capcom e pela Clover Studio, e fundou a PlatinumGames em 2006, juntamente com outros ex-funcionários da Capcom.
Como designer de jogos, Kamiya afirma que ele foi bastante inspirado pelos jogos The Legend of Zelda: A Link to the Past e Gradius. Seu jogo de ação favorito é o primeiro Castlevania, lançado em 1986.
Depois de se formar na faculdade, Kamiya buscou trabalhos em vários desenvolvedores de jogos. Ele foi rejeitado pela Sega e tinha um pedido aceito pela Namco. No entanto, a Namco queria que ele fosse um artista mas seu desejo era ser designer de jogos. Kamiya se juntou a Capcom como desenhista em 1994. Seus primeiros trabalhos incluídos: planejador do original Resident Evil e diretor de Resident Evil 2. Mais tarde ele foi o diretor de Devil May Cry e Viewtiful Joe original.
Em 2006, Kamiya trabalhou como diretor do jogo Okami. O jogo foi desenvolvido pela Clover Studio para PlayStation 2.
Ele se juntou a ex-colegas da Capcom, incluindo Atsushi Inaba e Shinji Mikami, para criar uma nova empresa, pouco antes da Clover Studio ser fechada pela Capcom no final de 2006. Esta nova empresa, mais tarde chamada Platinum Games, anunciou um acordo de 4 jogos com a Sega. Incluídos no negócio, estavam os jogos Bayonetta, MadWorld, Vanquish e Infinite Space.
Como designer de jogo, Kamiya afirma que foi muito inspirado pelos jogos The Legend of Zelda: A Link to the Past e Gradius. Seu jogo de ação favorito é o Castlevania original. Kamiya afirmou estar interessado em fazer um novo jogo Star Fox para Wii U.